# Autoportrait avec un gorgerin
Autoportrait avec un gorgerin, aussi nommé Autoportrait au hausse-col (catalogue raisonné de White et Buvelot 1999), est une peinture à l'huile sur panneau de chêne réalisée par le peintre hollandais Rembrandt. L'œuvre, peinte vers 1629, a été exécutée en format portrait. Auparavant, Rembrandt avait placé à plusieurs reprises son portrait comme une figure mineure dans des peintures de représentations bibliques ou historiques, et avait peint plusieurs autoportraits.
L'autoportrait appartient à la ville de Nuremberg et est en prêt permanent au Germanisches Nationalmuseum. Jusqu'en 1998, il était considéré comme une copie de l'original conservé au Mauritshuis de La Haye. La version du Germanisches Nationalmuseum a été identifiée comme l'original au tournant du XXIe siècle. Le portrait du Mauritshuis, auquel le nom de Portrait de Rembrandt avec hausse-col, a été attribué, et d'autres copies ont été peints dans l'atelier de l'artiste.

## Description

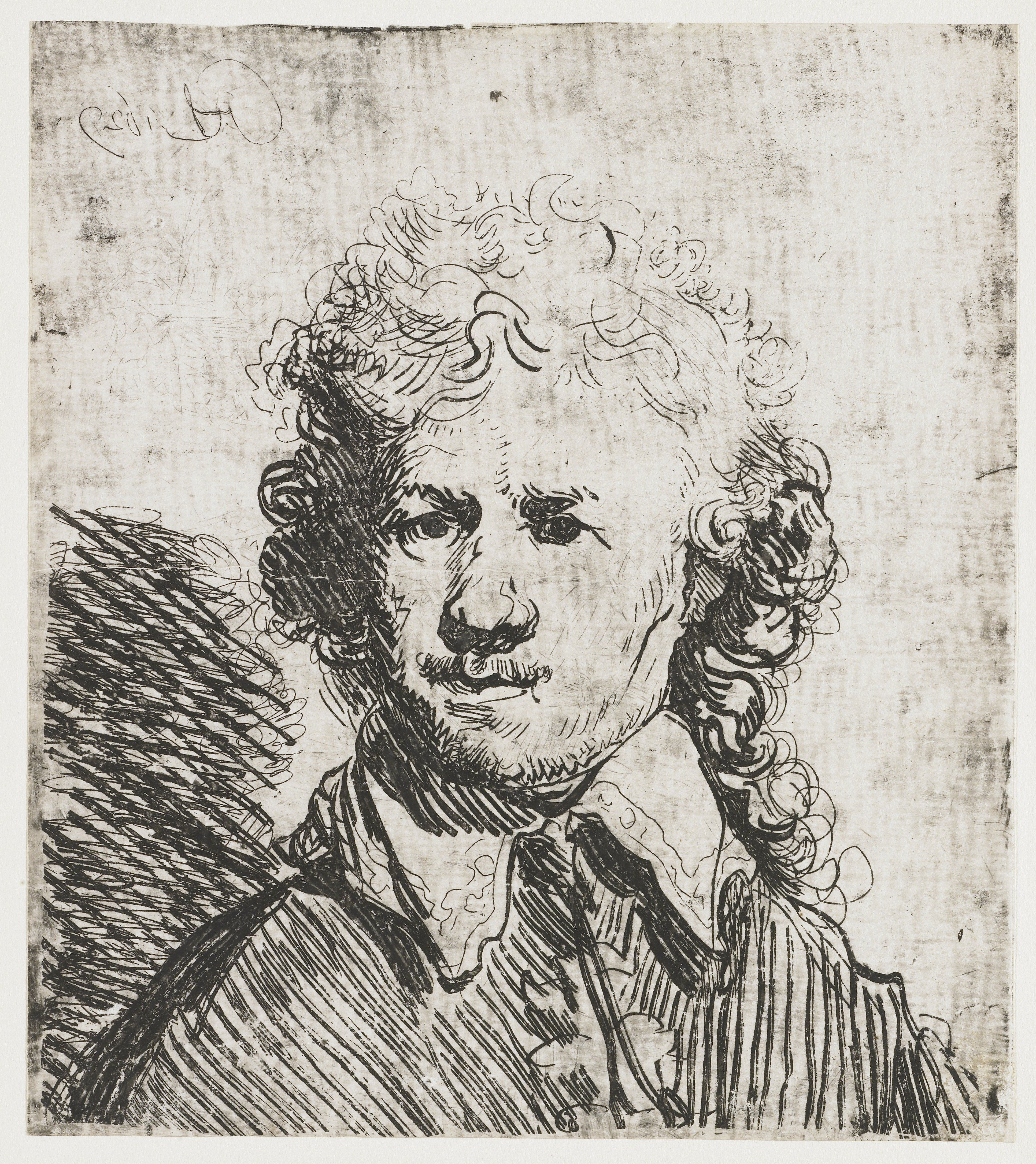
Autoportrait de Rembrandt, 1629, eau-forte,, Rijksprentenkabinet, Amsterdam.

Le tableau montre le jeune Rembrandt en buste, de trois quarts à droite, la tête tournée et regardant le spectateur. Rembrandt a un teint légèrement rosé et porte des boucles brunes de longueur moyenne qui tombent légèrement sur son front. Sur le côté gauche de sa tête, il porte une cadenette, ou boucle d'amour, qui pend sur son épaule. Le vêtement semble être un pourpoint sombre, sur lequel il porte un gorgerin en fer et une écharpe blanche. Le gorgerin et la cadenette — au sens du début du XVIIe siècle — l'identifie comme un jeune aristocrate ou officier. Rembrandt n'ayant jamais fait partie de la guilde des arquebusiers, le gorgerin peut être interprété comme un symbole de vanité ou comme une déclaration de patriotisme. Rembrandt s'abstient de se représenter dans des vêtements bourgeois et choisit plutôt, avec une grande confiance en lui, les vêtements d'une classe à laquelle il n'appartient pas en réalité. Le fond du tableau est dans diverses nuances de gris-brun et semble représenter un mur de briques. La lumière tombe sur Rembrandt par la gauche, illuminant le côté droit de son visage et se reflétant sur le gorgerin, mais laissant l'œil gauche dans la pénombre.
La peinture a le format 38 × 30,9 cm et est réalisée à la peinture à l'huile sur bois de chêne. Selon l'étude dendrochronologique de Peter Klein, le bois de ce tableau provient du même arbre que celui du Buste d'un homme qui rit au Rijksmuseum Amsterdam.
Selon Rudolf Bergau, elle porte à peine les restes d'un monogramme composé des lettres R, H et F. Dans la quatrième édition du catalogue de peintures du Germanisches Nationalmuseum de 1909, il est seulement indiqué que la lettre R se trouvait en bas à droite. Les chercheurs du  Rembrandt Research Project n'ont trouvé aucune signature lors de l'examen du tableau en 1969. Les restes du monogramme RHL n'ont été retrouvés qu'à la fin du siècle lors de recherches récentes,.

## Contexte

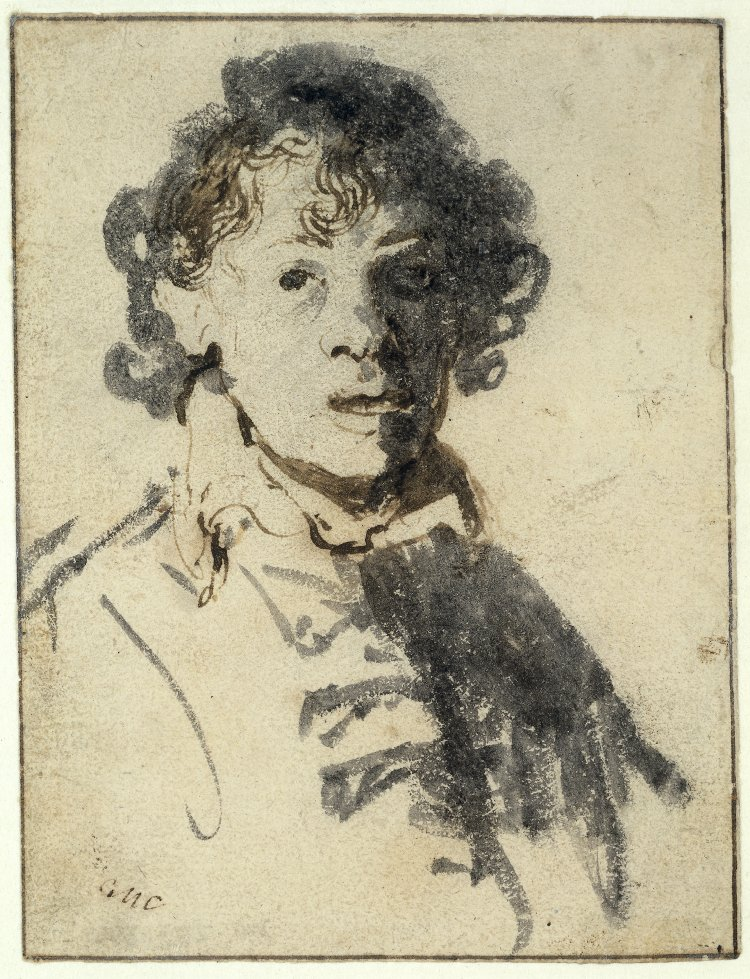
Autoportrait avec la bouche ouverte, Rembrandt van Rijn, 1628 à 1629, dessin,, British Museum, Londres.

Pratiquement aucun autre peintre connu n'a produit autant d'autoportraits que Rembrandt. Celui-ci a peint des autoportraits comme des œuvres indépendantes tout au long de sa carrière artistique. Il existe également de nombreux autoportraits qu'il a inclus comme personnages secondaires dans des œuvres telles que des peintures d'histoire. Surtout au début de sa vie artistique, Rembrandt s'est peint dans des poses qui révèlent de fortes émotions car il voulait pratiquer la représentation de celles-ci. Beaucoup de ses autoportraits montrent Rembrandt en tenue bourgeoise ou en peintre. Cependant, il a également porté des costumes à diverses occasions, comme dans l'Autoportrait avec gorgerin. Un dessin de Rembrandt, daté de 1628 ou 1629 et conservé au British Museum depuis 1799, est cité dans la littérature comme une étude pour certains de ses premiers autoportraits, dont Autoportrait avec gorgerin.
Le gorgerin apparaît dans de nombreux tableaux de Rembrandt et dans plusieurs autoportraits, alors qu'il n'y a qu'une seule gravure montrant Rembrandt avec une cadenette. La cadenette, ou cadenas d'amour, toujours portée à gauche, est une mode des années 1620 et 1630, particulièrement courante chez les jeunes aristocrates et les officiers de haut-rang d'Angleterre, de France et d'Allemagne, fréquemment représentée dans leurs portraits. Elle n'est pas très courantes aux Pays-Bas et les portraits de peintres hollandais la présente presque exclusivement sur des représentations d'aristocrates étrangers. Le portrait de Rembrandt est à cet égard une exception. Le gorgerin a évolué à partir de l'harnois portée plus tôt, qui a perdu son sens avec l'avènement des armes à feu. À l'époque de Rembrandt, il constitue un accessoire porté par les soldats et les membres des milices d'Amsterdam, les schutterijen, en particulier les officiers. Rembrandt possédait lui-même un gorgerin, qui figurait dans l'inventaire de ses biens réalisé en 1656. Néanmoins, il est extrêmement douteux qu'il ait réellement porté une cadenette, ou ait jamais porté un gorgerin à des fins autres que la peinture. A cet égard, le portrait n'est pas un autoportrait au sens strict, mais une tronie avec les traits du visage de l'artiste. Rembrandt ayant tout au long de sa carrière étudié les effets de la lumière et le clair-obscur, le choix du gorgerin peut aussi s'expliquer par ses propriétés coruscantes du métal, qui permettent de faire s'y réfléchir la lumière, afin de dévoiler une plus grande partie de son visage. Un intérêt moindre dans un dessin ou une eau-forte, ce qui explique qu'il n'a pas recours à cet accessoires sur ces supports.
Pendant longtemps, l'Autoportrait avec un gorgerin de Nuremberg n'a été considéré que comme une copie de l'original supposé du Mauritshuis à La Haye. Ce n'est que vers l'an 2000 qu'un débat a éclaté parmi les historiens de l'art, qui a abouti à l'identification de la version de Nuremberg comme l'original. La version du Mauritshuis est donc une copie peinte dans l'atelier de Rembrandt. Il était assez courant que les œuvres de Rembrandt soient copiées par ses élèves. Cela s'est produit plusieurs fois, probablement à des fins d'apprentissage, comme dans cet autoportrait. D'autres thèmes, qui se sont bien vendus, ont été copiés par les employés de son atelier pour des raisons commerciales. Il était d'usage pour le maître - Rembrandt - de signer de son propre nom les œuvres de ses élèves et employés, parfois même la guilde des peintres interdisait aux élèves de signer eux-mêmes les œuvres. Dans le cas de Rembrandt, beaucoup de ses datations ont été faites longtemps après la réalisation de la peinture, peut-être peu de temps avant que le tableau ne soit vendu. Ces deux circonstances rendent l'attribution et la datation des œuvres de Rembrandt, de son atelier ou de son entourage beaucoup plus difficiles.

## Caractéristiques dePortrait de Rembrandt avec hausse-colau Mauritshuis

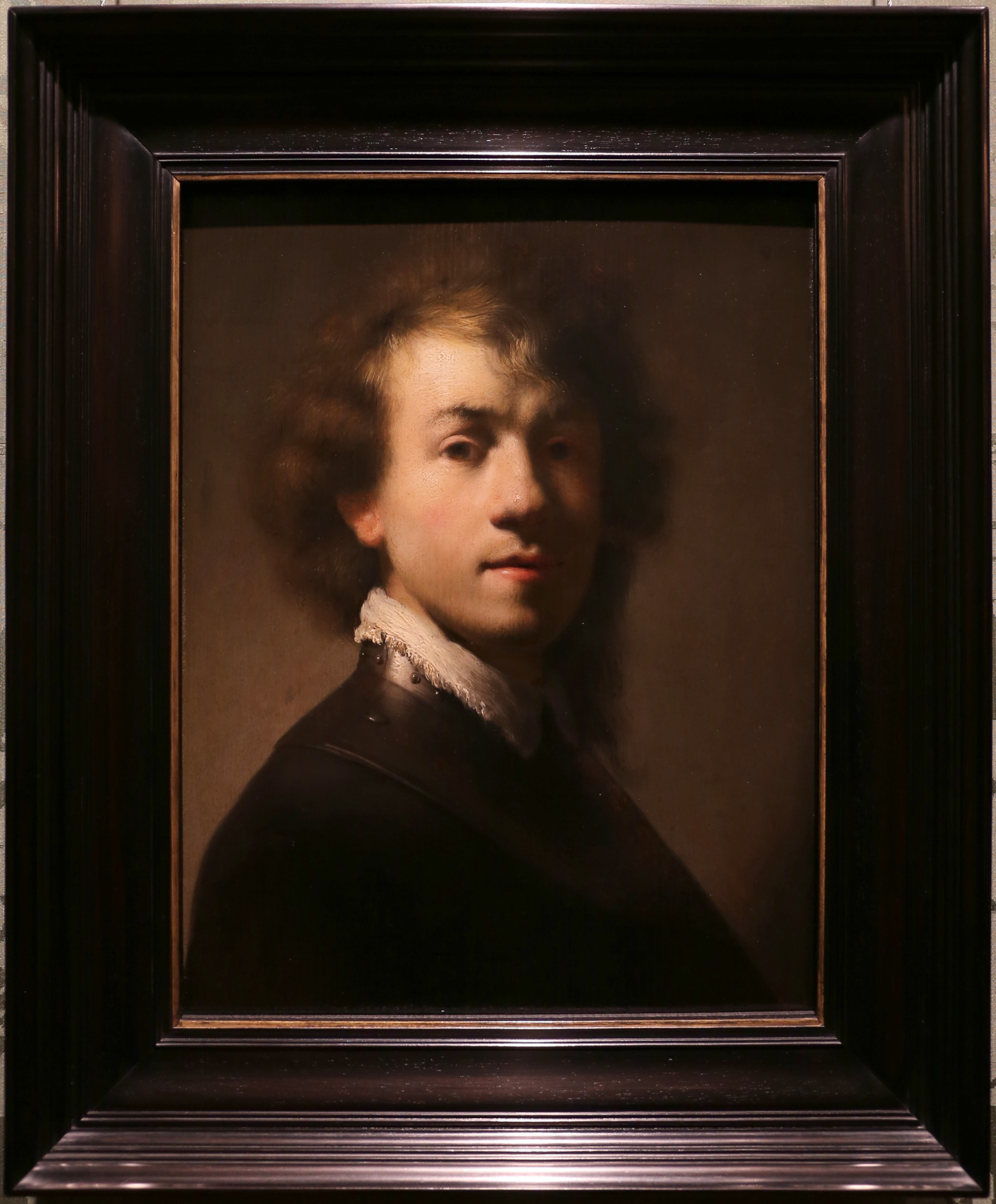
Copie du Mauritshuis, avec le cadre.

La peinture est à l'huile sur un panneau de chêne à grain vertical de format 37,9 × 28,9 cm. Le panneau se compose d'une seule pièce et mesure environ neuf millimètres d'épaisseur à gauche et environ douze millimètres à droite. Le dos est raboté lisse et verni foncé à l'exception de biseaux d'environ 4,5 à 5 centimètres de large, qui sont probablement d'une période plus tardive. L'enquête dendrochronologique indique 1610 comme la première année possible de l'abattage des arbres. Cela se traduirait par un délai inhabituellement long avant que le portrait soit peint. Cependant, cela peut facilement être justifié par le fait que les anneaux annuels ont été perdus en raison de la réduction ultérieure de la taille de la peinture. En 1752, le portrait avait déjà les dimensions d'aujourd'hui, de sorte que la réduction doit avoir eu lieu avant cette année-là. Sur la base des mesures standard des premières œuvres de l'atelier de Rembrandt, la hauteur aura été réduite de trois cm au maximum et la largeur d'un maximum de deux centimètres et demi. Étant donné que l'original porte un monogramme sur le bord inférieur droit, il est possible qu'une signature ou une date antérieure ait été supprimée lors de la réduction de la taille du tableau .
Le corps exprime même un peu mieux que l'original le caractère de tronie, le hausse-col donnant un aspect militaire au portrait, comme souvent pour les tronies. En relevant davantage la tête, en fermant la bouche, légèrement entrouverte sur l'original, et en remplaçant les boucles en désordre par une chevelure soignée, le copiste donne à son portrait un air de distinction qui convient à un gentilhomme soldat.

## Authentification
Dans la seconde moitié du XIXe siècle, les analogies de physionomie du portrait avec des autoportraits dessinés et gravés, semblent confirmer l'authenticité admise du tableau de La Haye. Dès les années 1870, l'attribution de l'original à l'exemplaire de Nuremberg, alors encore considéré comme une copie, fait l'objet de recherches en histoire de l'art et d'une série de publications. En 1870, le tableau ne figure pas dans une liste des premiers autoportraits de Rembrandt préparée par Wilhelm von Bode, alors qu'il mentionne la version de La Haye et deux versions d'un autre autoportrait ancien à Cassel (Hesse) et à Gotha (Allemagne), monogrammé et daté de 1629. L'historien de l'art Rudolf Bergau tente une attribution à Govert Flinck en 1875, basée sur la similitude du style de peinture. À l'époque, le Germanisches Nationalmuseum considère le portrait comme une œuvre de Rembrandt. Alfred von Wurzbach y répond la même année, qui attribue les deux portraits uniquement à l'atelier de Rembrandt en raison d'une légère nuance de vert. Il décrit également les trois estampes de motifs des XVIIIe et XIXe siècles. Wilhelm Bode contredit avec véhémence von Wurzbach à la première occasion et désigne la nuance de vert comme caractéristique des premières œuvres de Rembrandt, signifiant que la version de La Haye et le portrait de Nuremberg peuvent être attribués à Rembrandt lui-même. Bode loue par la suite la version de La Haye comme étant nettement supérieure sur le plan artistique, raison pour laquelle elle constitue une copie du tableau de Nuremberg. Dans le premier volume des huit volumes consacrés aux peintures de Rembrandt de Bode et Cornelis Hofstede de Groot publié en 1897, l'autoportrait de La Haye porte le numéro 16, tandis que la version de Nuremberg est répertoriée comme une reproduction contemporaine authentiquement signée.
Pendant presque tout le XXe siècle, il demeure incontesté que la version du Mauritshuis est l'original, avec plusieurs copies à Nuremberg et ailleurs. Cornelis Hofstede de Groot emboîte le pas dans son catalogue raisonné publié en 1915, où elle porte le numéro 544. Ce point de vue est suivi également dans les catalogues raisonnés d'Abraham Bredius (1935, no 6), Kurt Bauch (1966, no 295) et Horst Gerson (1968, no 39). Pas plus tard qu'en 1982, les membres du Rembrandt Research Project écrivent dans le premier volume de leur Corpus of Rembrandt Paintings à propos de la version du Mauritshuis qu'il ne pouvait y avoir aucun doute quant à la paternité de Rembrandt et à la datation de 1629 en raison de plusieurs détails et de la haute qualité de la peinture. Ils qualifient le tableau de Nuremberg de copie très fidèle de la version du Mauritshuis, qui remonte au XVIIe siècle, ne pouvant être daté : il est de qualité relativement élevée, mais présente également de nettes faiblesses, notamment au niveau du cou, et il ne peut être exclu que le portrait ait été réalisé vers 1630 dans l'entourage de Rembrandt.
A la fin du XXe siècle, le sujet de l'authenticité des deux portraits redevient d'actualité. Lors des débats entre experts, il est désormais possible de se fier aux résultats des investigations scientifiques. En 1991, l'historien d'art d'Augsbourg Claus Grimm lance la discussion après avoir analysé les radiographies des deux tableaux. Sur le portrait de Nuremberg, Grimm a trouvé un certain nombre d'indices d'une évolution de la peinture, qui se caractérise par la peinture d'essais préliminaires en vue d'une meilleure représentation. En revanche, il n'y a pas de repentirs sur la version du Mauritshuis. En 1998, la réflectographie infrarouge révèle un dessin préliminaire détaillé sous le portrait de La Haye, tout à fait atypique pour Rembrandt, effectué avec un médium sec, peut-être un fusain ou une pierre noire, dans un style très différent des dessins sur papier du maître. L'ébauche du tableau du Mauritshuis prouve que la composition se base sur celle du panneau de Nuremberg, et non l'inverse. Cela incite les organisateurs de l'exposition Rembrandt par lui-même à la National Gallery de Londres et au Mauritshuis à considérer le tableau de Nuremberg comme l'original et celui de Mauritshuis comme une copie,. Le Rembrandt Research Project révise également ses attributions. Au même moment, l'Autoportrait au béret de Rembrandt au musée d'Art d'Indianapolis est identifié comme l'original, tandis que la copie précédemment considérée comme l'original au musée d'Art MOA à Atami, au Japon, est désormais considérée comme une copie. Mais il n'y a aucun doute que les portraits d'Atami et de La Haye sont de la même main,,.
Certains historiens de l'art maintiennent la paternité de Rembrandt pour les deux versions. L'Américain Arthur K. Wheelock considère qu'il est non seulement possible, mais probable que Rembrandt ait également peint la copie du Mauritshuis. L'historien britannique Simon Schama et l'historien de l'art néerlandais Eric Jan Sluijter souscrivent également à ce point de vue. Cependant, il est acquis que le style des peintures sont de deux mains différentes : Rembrandt ne s'est jamais répété de cette façon. Le rendu des détails du tableau du Mauritshuis est l'œuvre d'un peintre qui n'a pas saisi toutes les finesses de du maître :  par exemple, le reflet à gauche sur la lèvre inférieure est situé trop bas par rapport à l'orientation de l'éclairage ; le visage s'est allongé et les yeux se rapprochent, ce qui atténue la ressemblance avec Rembrandt.
En théorie, les deux exemplaires pourraient être deux copies d'un original aujourd'hui disparu, mais la comparaison stylistique met en évidence deux manières bien différentes.

## Style et technique

### Original
Le visage est peint en touches rapides, empâtées, de diverses directions. Dans les parties claires, Rembrandt a tordu son pinceau à plusieurs reprises, comme si le peinture se déposait difficilement, manière qu'il a utilisé dans d'autres autoportraits. Les cheveux sont brossés en touches lâches, la peinture y est posée en couche un peu moins épaisse que sur le visage. Dans les boucles, des touches minces et transparentes laissent apparaître par endroits le fond brun, visible aussi en d'autres endroits comme la partie sombre du visage. Le reflet sur le nez est constitué d'une touche blanche posée en une seule fois, puis étalée au doigt. La chevelure est conçue comme un ensemble homogène. L'arrière-plan est constitué de touches très diverses appliquées avec une nonchalance apparente sur une couche de peinture fraîche.
L'original est très proche par son aisance et sa spontanéité des autres tableaux de Rembrandt au début de sa carrière. L'usure er des retouches ultérieures rendent certains détails peu perceptibles, le liant, qui se compose d'une couche blanc jaunâtre contenant de la chaux.s'est parfois troublé, faisant apparaître des petites taches gris-blanc, notamment dans la partie ombrée du visage. A certains endroits, une autre couche contient de la céruse et a également une teinte jaunâtre due au pigment brun. Cette deuxième couche est typique des peintures de Rembrandt de sa période de Leyde. L'état de la couche de peinture est bon, il n'y a que quelques endroits où il y a une perte de peinture et une craquelure discrète.
Les restes de signature en bas à droite semblent appartenir à la couche picturale initiale et pourraient être d'origine.

### Tableau conservé au Mauritshuis
Stylistiquement, le portrait du Mauritshuis se situe bien dans la production des premières années de Rembrandt. Il est d'une incontestable qualité qui ne permettait pas de douter de son authenticité : son style méticuleux, éloigné d'autres autoportraits de la même époque, est expliqué par le fait le peintre veut s'essayer à des styles différents.
Le visage est peint avec une grande retenue, en un canevas régulier de touches courtes qui suivent les courbes du visage. L'utilisation d'une peinture plus fluide donne une surface peinte lisse et continue. La peinture de la mèche qui retombe sur le front et celle du col blanc est un peu plus épaisse, là encore posée avec retenue. Le reflet sur le nez est constitué de petits points serrés.
Cette minutie donne à chaque élément une apparence autonome. Les contrastes accusé des clairs-obscurs tracent des délimitations qui semblent parfois artificielles. La coiffure semble être composée de cheveux peints un à un, chacun captant son propre reflet de lumière. L'arrière-plan est constitué d'une surface quasiment uniforme.

## Attribution du tableau conservé au Mauritshuis
Aucune attribution formelle n'a été possible à ce jour. Le tableau du Mauritshuis constitue plus une variante de celui conservé à Nuremberg qu'une copie à proprement dit : le peintre a intentionnellement modifié la composition en plaçant le visage un peu plus haut dans le plan et a adopté un style différent, minutieux et réfléchis. Rembrandt faisant souvent copier son autoportrait par ses élèves, les spécialistes ont recherché dans son atelier un peintre dont la main a pu être confondue avec celle du maître pendant des siècles.
Jan Lievens est suggéré en premier, qui partage peut-être à l'époque un atelier avec Rembrandt à Leyde. Un portrait qu'il réalise vers 1629 de Rembrandt, « Tronie  » d'un jeune homme avec hausse-col (Portrait de Rembrandt), montre aussi un jeune homme à cheveux bouclés et à hausse-col vu à mi-corps, mais avec un résultat tout différent. Lievens est sans doute trop conscient de sa valeur pour suivre l'exemple de Rembrandt d'aussi près que l'auteur de la copie du Mauritshuis. Ses peintures datant de cette période sont aussi plus libres et empâtées.
Gérard Dou est aussi proposé, premier élève de Rembrandt, qui travaille à Leyde de 1628 à 1631, et dont les premières œuvres témoignent d'un style personnel et d'un véritable savoir faire. Il se distingue de son maître par sa touche retenue, son rendu précis de la matière et l'attention qu'il porte aux détails. Tout comme dans le tableau de La Haye, la Vieille femme lisant un lectionarium (vers 1631) présente des transitions floues, et chaque élément a une forme nettement définie. Les reflets de la fourrure du bonnet sont rendus comme ceux jouant dans les cheveux de l'autoportrait de La Haye. Ce tableau a également été peint sur un dessin en partie visible à la réflectographie infrarouge. Les longues lignes parallèles qui indiquent le contour du bonnet ont été redessinées plusieurs fois et se croisent par endroits, comme l'ébauche du tableau du Mauritshuis. Cette attribution doit encore être confirmée ou infirmée par des recherches ultérieures.

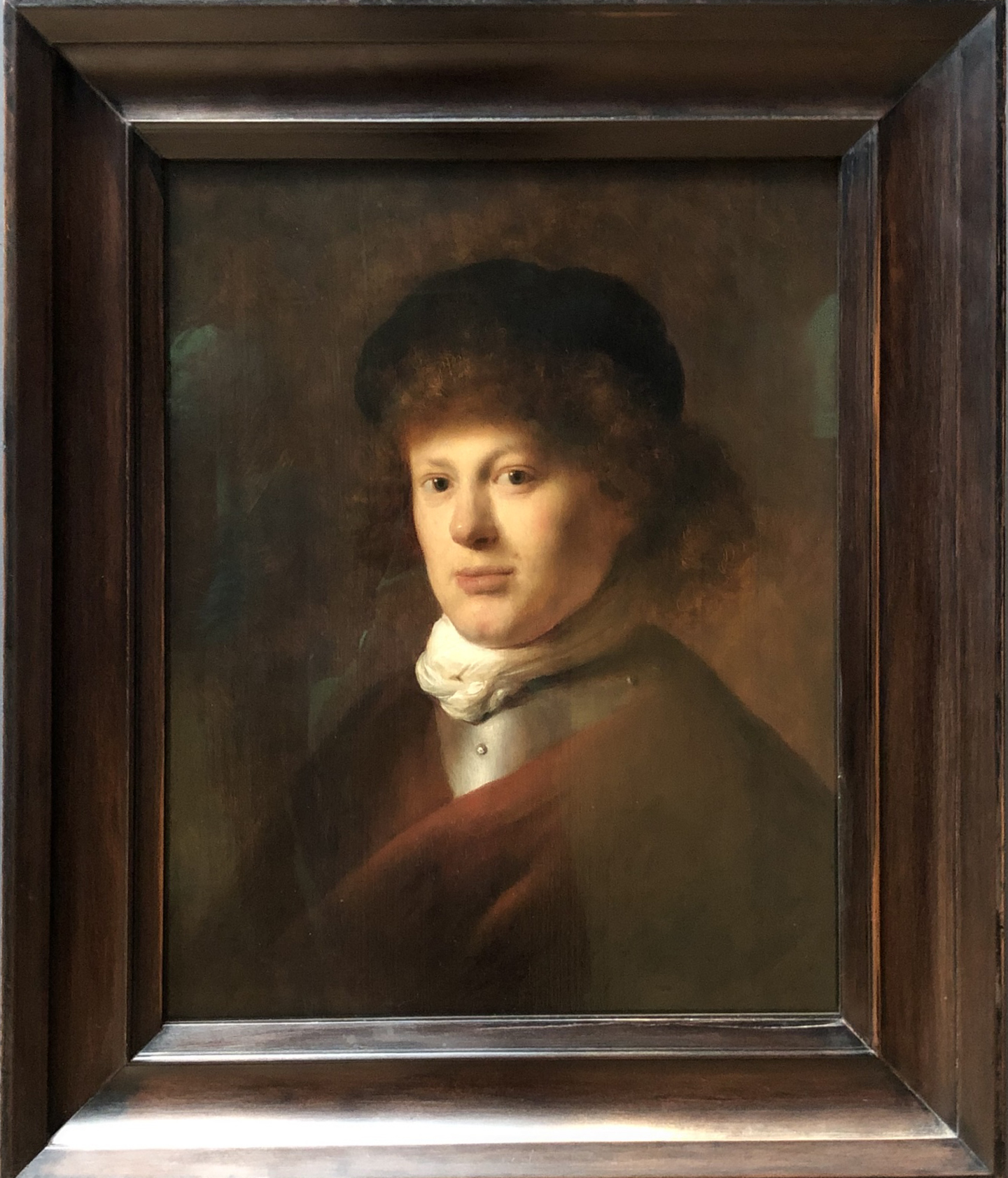
Jan Llevens, « Tronie  » d'un jeune homme avec hausse-col (Portrait de Rembrandt), v. 1629, Rijksmuseum Amsterdam.
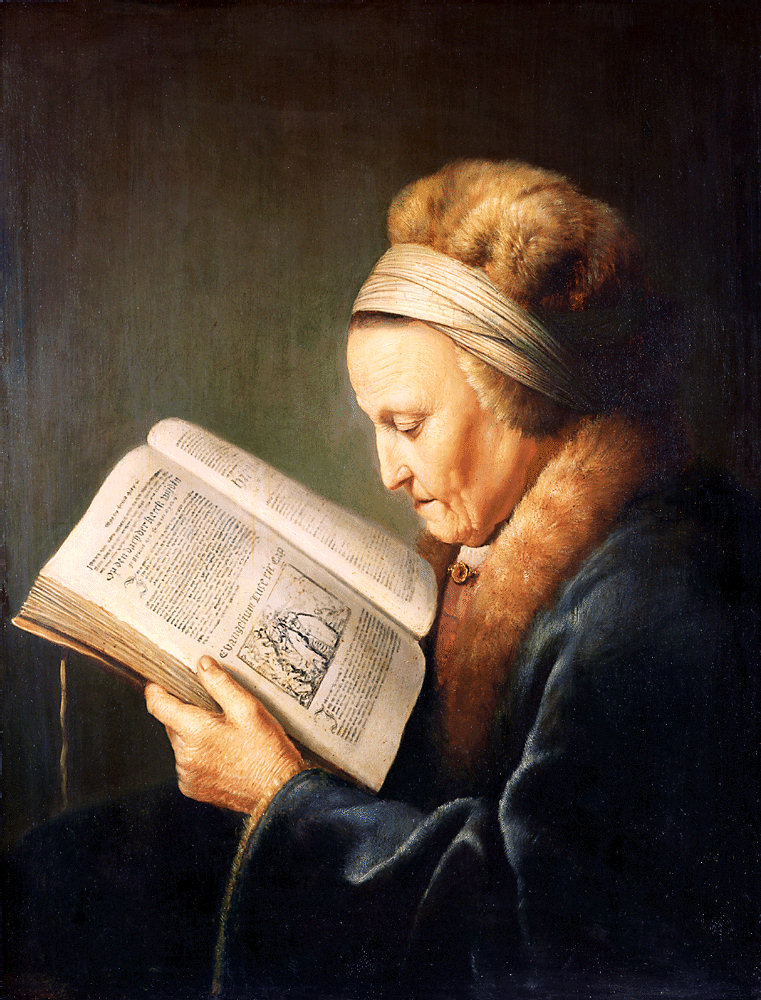
Gerard Dou, Vieille femme lisant un lectionarium, vers 1631, Rijksmuseum Amsterdam.

## Histoire

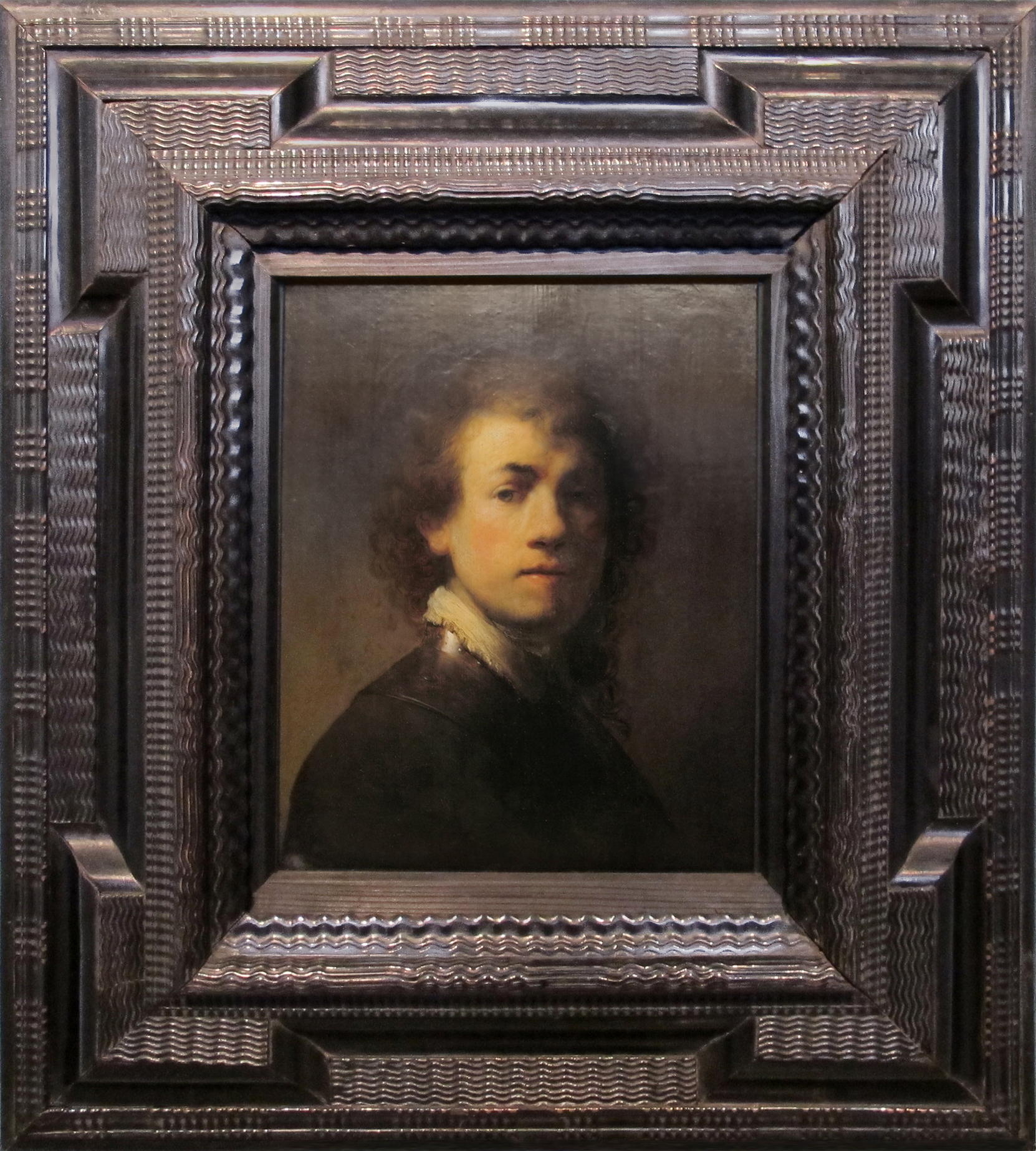
Original à Nuremberg, dans son encadrement.

### Original
Le portrait était dans le cabinet d'art d'Anton Paul Heinlein à Nuremberg jusqu'en 1832.  Le 9 avril 1832, il est vendu aux enchères par Johann Andreas Börner et acquis par Johann Jacob Hertel. Il est resté dans sa collection privée jusqu'en 1862. Le portrait appartient à la ville de Nuremberg et est prêté en permanence au Germanisches Nationalmuseum depuis 1875 ou 1877.

### Tableau conservé au Mauritshuis
Le tableau est le premier de la collection de Govert III. van Slingelandt (1694-1767),  un échevin de Dordrecht et officier du fisc. Dans l'inventaire de sa collection, fort renommée car composée que d'œuvres majeures, le portrait est désigné comme la Tête d’un jeune homme de Rembrandt. La collection de van Slingelandt, qui a du décéder le 2 novembre 1767, est mise aux enchères le 18 mai 1768. Avant que l'enchère puisse avoir lieu, avant le 1er mars 1768, l'ensemble de la collection est acheté par le gouverneur des Pays-Bas, Guillaume V d'Orange-Nassau, âgé de 20 ans, pour 50 000 florins. Après l'invasion des Pays-Bas par les troupes françaises, le portrait est confisqué et transporté à Paris, où il reste au musée du Louvre, baptisé musée Napoléon, jusqu'en 1815. De 1815 à 1816, il fait partie de la collection privée du roi Guillaume Ier. À partir de 1816, il se trouve à la Königlichen Gemäldegalerie de La Haye, qui en 1822 sert de fondement à la constitution du Mauritshuis,.

## Autres copies

### Peinture
Dans le deuxième volume de l'Iconographia Batava d'Ernst Wilhelm Moes, publié en 1905, parmi les portraits de Rembrandt, outre la version du Mauritshuis comme original et le portrait de Nuremberg, une autre copie ancienne est mentionnée, qui devait être en possession d'Abraham Bredius à La Haye. Cette copie est également mentionnée par Cornelis Hofstede de Groot dans son catalogue raisonné de 1915. La copie, une huile sur bois, 35 × 32 cm, entre plus tard dans la collection de J. Kronig à Monte-Carlo.
Un troisième exemplaire, pas particulièrement fidèle à l'original, une huile sur panneau, 38,8 × 26,6 cm, était dans les réserves du Statens Museum for Kunst, également mentionné par Hofstede de Groot.
En 1962, un quatrième exemplaire est offert par un marchand d'art du Rindermarkt de Zurich, qui faisait auparavant partie de la collection d'art du Palais Attems de Graz.

### Estampes
Le graveur anglais Valentine Green publie le 20 juin 1775 une gravure en manière noire, dont la légende se lit Prince Rupert et est destinée à représenter Rupert du Rhin, basé sur une identification erronée antérieure de l'autoportrait adoptée par Green, considéré comme un portrait de Rupert. Le format de la gravure est 46,4 × 35,2 cm, plus grand que le tableau, la plaque mesure 50,1 × 35,3 cm. Le premier état de la plaque porte l'inscription De l'image originale de la même taille, détenue par M. Orme (anglais : From the Original Picture, of the same size, in the Possession of Mr. Orme). Comme l'exemplaire du Mauritshuis s'y trouvait déjà en 1775, la matière noire doit avoir été réalisée à partir d'un autre exemplaire,.
En 1804, une reproduction figure dans le premier volume de l'ouvrage d'Antoine-Michel Filhol Galerie complète du musée Napoléon, gravée à l'eau-forte par Alexis Chataigner d'après Jean-Charles-Alexandre Moreau. Le titre de la reproduction du tableau, qui n’est pas particulièrement fidèle à l’original et ne mesure que 13,9 × 10,4 cm, est VLIET : le modèle du portrait est apparemment attribué au peintre néerlandais Hendrick Cornelisz. van Vliet. Une estampe réalisée par Jean Massard d'après un dessin de Léon-Joseph Dubois parait un peu plus tard dans la série Musée Français comme no 29, de format 20,1 × 14,1 cm.

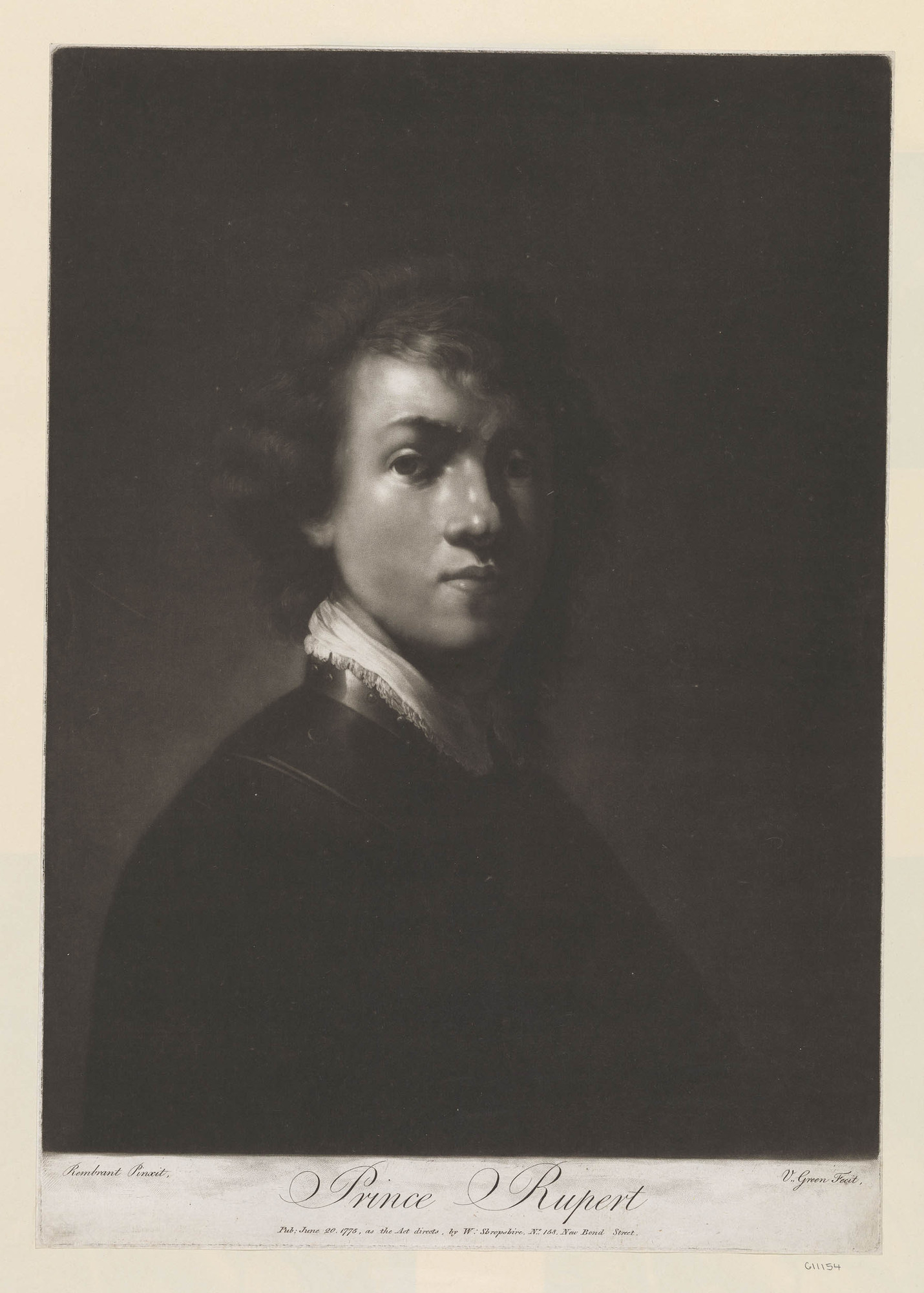
Valentine Green, Prince Rupert, 1775.
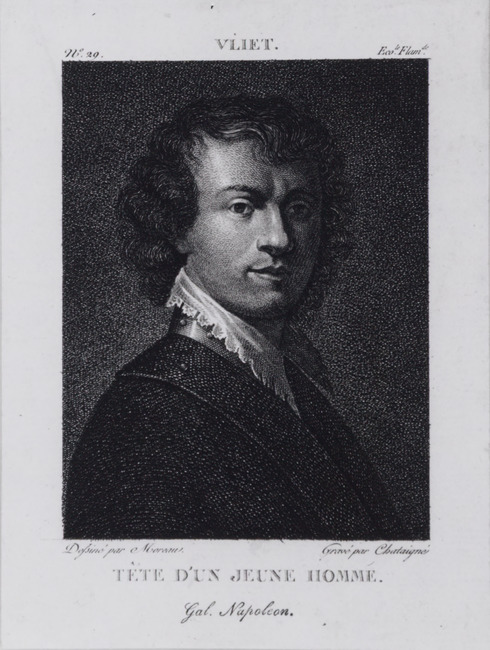
Alexis Chataigner, Tête d'un jeune homme,  eau-forte et gravure, 1804.
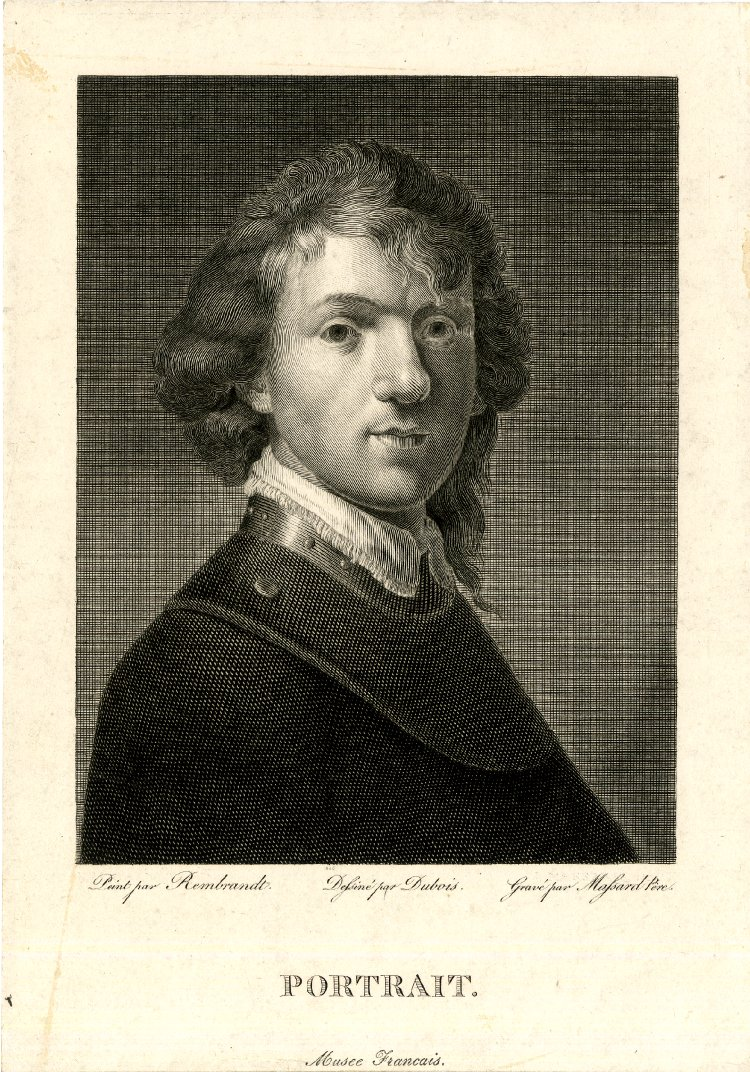
Jean Massard, Portrait, eau-forte et gravure, 1804 à 1810.

## Expositions (chronologie)
- Rijksmuseum Amsterdam, Pays-bas, exposition Weerzien der meesters (De nouveau les maîtres), juin à septembre 1945, no 78 du catalogue (copie du Mauritshuis).
- Palais des Beaux-Arts (Bruxelles), Belgique, exposition Au Palais des Beaux-Arts. La peinture Hollandaise de Jerome Bosch a Rembrandt, 2 mars au 28 avril 1946, no 78 du catalogue (copie du Mauritshuis).
- Nationalmuseum, Stockholm, Suède, exposition Rembrandt. Sextiosex bilder från utställningen i nationaluseum (Rembrandt. Soixante-six représentation à l’exposition au Musée national), 12 janvier au 15 avril 1956, no 5 du catalogue (copie du Mauritshuis).
- Rijksmuseum Amsterdam et Musée Boijmans Van Beuningen, Rotterdam, exposition Rembrandt. Tentoonstelling ter herdenking van de geboorte van Rembrandt op 15 juli 1606 (Rembrandt. Exposition commémorant la naissance de Rembrandt le 15 juillet 1606), 18 mai au 5 août 1956, no 6 du catalogue (copie du Mauritshuis).
- Morgan Library and Museum, New York, exposition William & Mary and their house (William & Mary et leur maison), 12 décembre 1979 au 16 mars 1980, no 97 du catalogue (copie du Mauritshuis).
- National Gallery of Art, Washington D.C. ; Musée d'Art Kimbell], Fort Worth, Texas ; Art Institute of Chicago, Illinois; Musée d'Art du comté de Los Angeles, California, USA ; Musée des beaux-arts de l'Ontario, Toronto, canada ; Museum of Modern Art, New York City, USA,  Exposition Mauritshuis. Dutch paintings of the Golden Age (Mauritshuis. Peintures hollandaises du Siècle d'or), 1982 à 1984, no 27 du catalogue (copie du Mauritshuis).
- Grand Palais (Paris), exposition De Rembrandt à Vermeer, 1986, no 40 du catalogue (copie du Mauritshuis).
- Altes Museum, Berlin, exposition Rembrandt. Der Meister und seine Werkstatt (Rembrandt. Le maître et son atelier), 12 septembre au 10 novembre 1991, no 4 du catalogue (copie du Mauritshuis), puis au Rijksmuseum Amsterdam du 4 décembre 1991 au 1er mars 1992, et à la National Gallery de Londres du 26 mars au 14 mai 1992.
- National Gallery, Londres, exposition Rembrandt by himself (Rembrandt par lui-même), 9 juin au 5 septembre 1999, no 14a du catalogue (original) et 14b (copie du Mauritshuis), puis au Mauritshuis, La Haye, du 25 septembre 1999 au 9 janvier 2000.
- Musée Isabella-Stewart-Gardner, Boston, Massachusetts, USA, exposition Rembrandt creates Rembrandt. Art and ambition in Leiden, 1629–1631 (Rembrandt crée Rembrandt. Art et ambition à Leyde, 1629-1631), 22 septembre 2000 au 7 janvier 2001, no 6 du catalogue (copie du Mauritshuis).
- Germanisches Nationalmuseum, Nuremberg, exposition In Rembrandts Werkstatt. Der Meister in Original, Kopie und Studie (Dans l’atelier de Rembrandt. Le maître dans l’original, la copie et l’étude), 19 juillet au 14 octobre 2001, n°27 du catalogue (original et copie du Mauritshuis).
- Musée national de Kyoto, Japon, exposition Rembrandt Rembrandt, 3 novembre 2002 au 8 janvier 2003,  no 7 du catalogue (copie du Mauritshuis), puis au Musée Städel, Francfort-sur-le-Main, Allemagne, du 1er février au 11 mai 2003,  no 6 du catalogue (original) et no 7 (copie du Mauritshuis).
- Germanisches Nationalmuseum, Nuremberg, Abenteuer Forschung (Aventure de la découverte), 27 juin 2019 au 6 janvier 2020 (Original).